# Guincourt
Guincourt är en kommun i departementet Ardennes i regionen Grand Est (tidigare regionen Champagne-Ardenne) i nordöstra Frankrike. Kommunen ligger  i kantonen Tourteron som ligger i arrondissementet Vouziers. År 2022 hade Guincourt 74 invånare.

## Befolkningsutveckling
Antalet invånare i kommunen Guincourt
Referens: INSEE